# Brás Lourenço

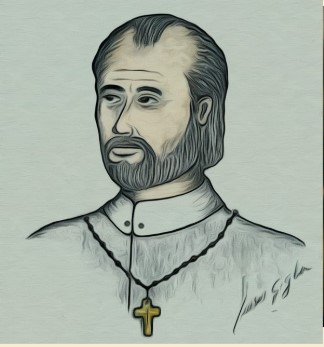
Padre Brás Lourenço, na concepção artística de Everson Gigha.

Brás Lourenço, SJ (Melo, 1525 — Anchieta, 15 de julho de 1605) foi um sacerdote jesuíta português que chegou ao Brasil junto com o Padre José de Anchieta em 1553. Trabalhou em várias partes do Brasil colônia na catequização dos índios. Quando esteve na capitania do Espírito Santo, fundou a aldeia de Nossa Senhora da Conceição da Serra, junto com o cacique  Maracajá-Guaçu, da etnia Temiminó, que deu origem ao município de Serra, no estado do Espírito Santo, no Brasil.